# Vallereuil
Vallereuil là một xã ở tỉnh Dordogne trong vùng Aquitaine của Pháp. Xã này có diện tích 9,27 km2, dân số năm 2004 là 274 người.

## Hành chính
| Danh sách các xã trưởng                |            |                 |                  |         |
| Giai đoạn                              | Giai đoạn  | Tên             | Đảng             | Tư cách |
| 1989                                   | đương chức | Francis Lajunie | không chính thức | -       |
| Tất cả các dữ liệu trước đây không rõ. |            |                 |                  |         |

## Thông tin nhân khẩu
| Năm    | 1962 | 1968 | 1975 | 1982 | 1990 | 1999 | 2004 |
| ------ | ---- | ---- | ---- | ---- | ---- | ---- | ---- |
| Dân số | 261  | 248  | 258  | 252  | 232  | 273  | 274  |